# نوستالژی

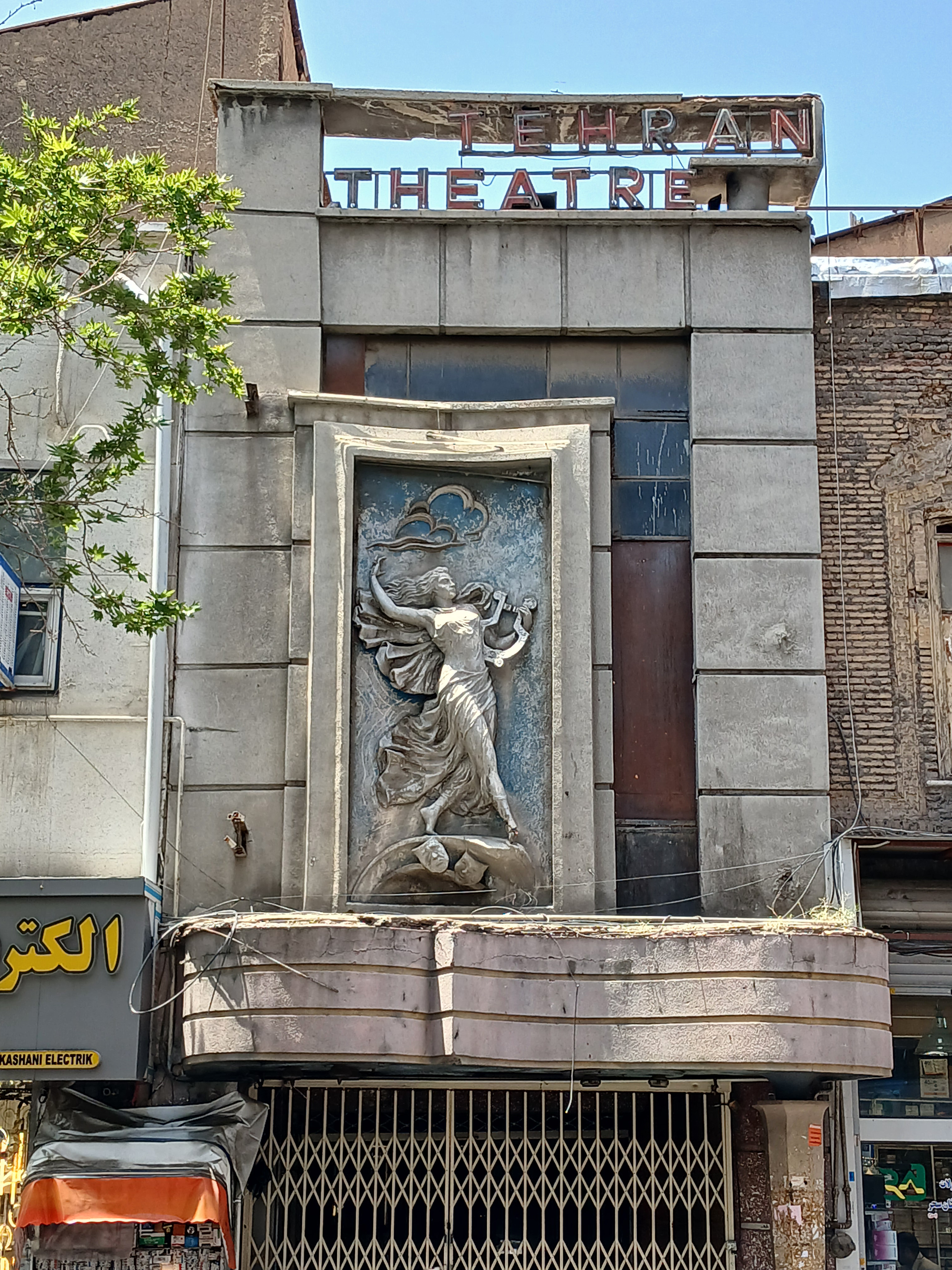
ورودی تئاتر نصر یکی از اولین سالن‌های تئاتر ایران، مربوط به اواخر دورۀ قاجار در تهران، نمونۀ بنای نوستالژیک

نوستالژی (به فرانسوی: Nostalgie) یک احساس غم‌انگیز همراه با شادی نسبت به اشیا، اشخاص و موقعیت‌های مربوط به دوران گذشته است. آرزومندی عاطفی و احساس گرمی نسبت به موقعیتی در گذشته که از جنبه‌های اصلی آن دلتنگی شدید برای زادگاه است؛ دلتنگی به سبب دوری از وطن یا دلتنگی حاصل از یادآوری گذشته‌های درخشان یا تلخ و شیرین. برخلاف قدیم که دریغ خوردن برای گذشته نوعی بیماری تلقی می‌شد، ظاهراً امروز اغلب معتقدند این احساس نتایج بسیار مثبتی برای فرد به همراه دارد، هیجان و هم‌زمان وقار را افزایش می‌دهد، عزت نفس و ارتباطات اجتماعی را رشد می‌دهد، با ایجاد ارتباط بین گذشته و حال به زندگی معنی می‌بخشد و با احساس مرگ مقابله می‌کند. هر انگیزشی از طریق حواس چندگانه می‌تواند ما را به جایی برگرداند که خاطره‌ای از آن داریم، ولی پس از بروز این اتفاق تصور این که لزوماً گذشته بهتر از حال بوده‌است و امروز اوضاع به خوبی قدیم نیست، نوعی انحراف و کژکاری در مرکز پردازش عواطف در مغز است.
در عصر جدید اولیه، نوستالژی به عنوان یک وضعیت پزشکی، نوعی مالیخولیا، توصیف و به یکی از موضوعات مهم در رمانتیسم تبدیل شد.

## واژه‌شناسی
واژهٔ نوستالژی از دو واژهٔ یونانی ساخته شده‌است: nostos که به معنی «بازگشت [به خانه]» است و algia که معنی «رنج/درد کشیدن» می‌دهد. علی‌رغم ریشه‌های یونانی، این عبارت در یونان باستان شکل نگرفت، بلکه محصول تلاش‌های تحقیقی یوهانِس هوفر است که علاوه بر نوستالژی، دو واژهٔ دیگر نیز برای بیماری‌ای که کشف کرده بود پیشنهاد نمود: مونومانی (به فرانسوی: monomanie) و فیلوپاتریدومانی (به فرانسوی: philopatridomanie)‏.

## پیشینه

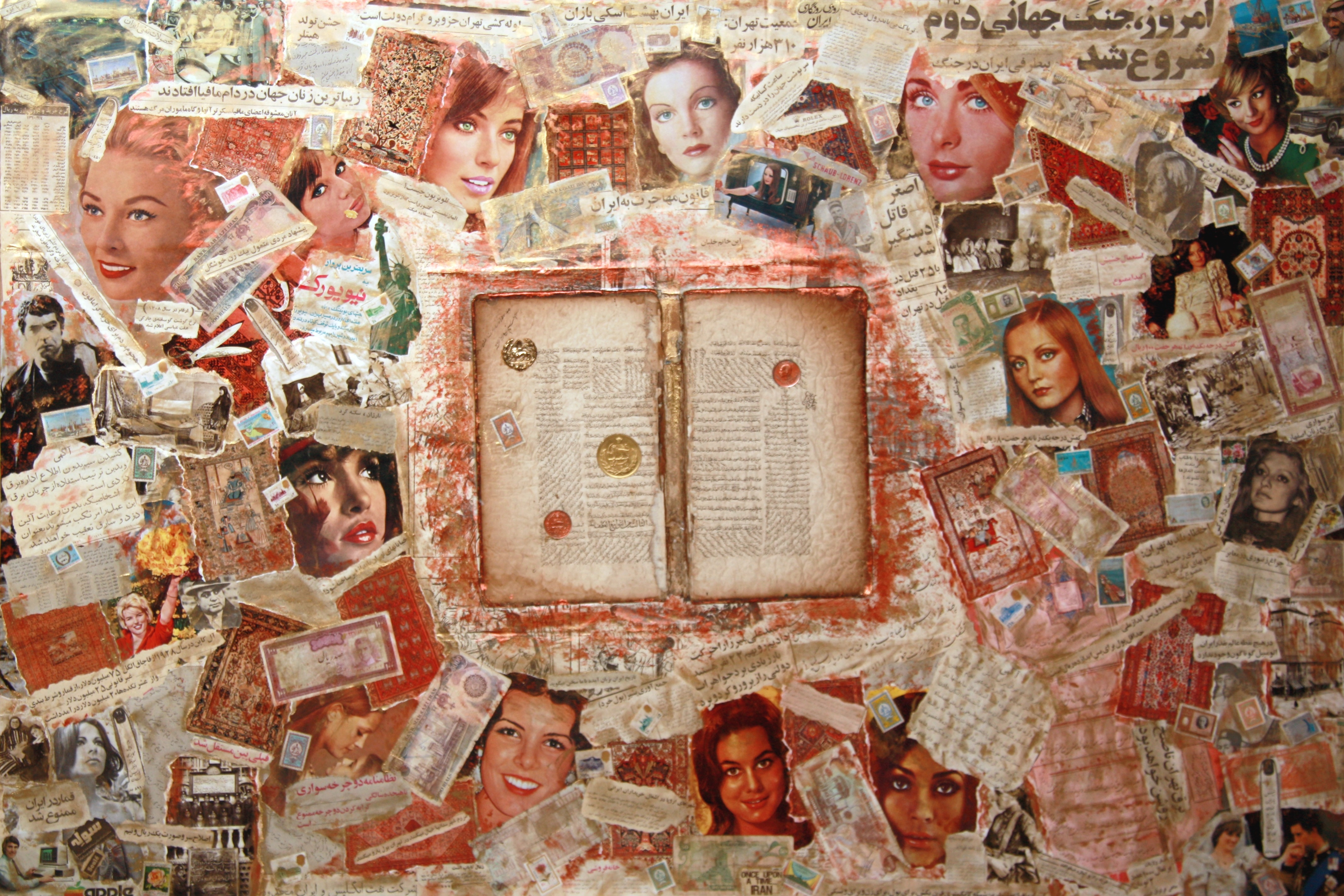
تکه‌چسبانی خلق‌شده با استفاده از بریدهٔ روزنامه‌های قدیمی به عنوان نوستالژی

نخستین بار یک پزشک سوئیسی به نام جوهانس هوفر در مقاله‌ای که برای توصیف حالات روحی دو بیمار منتشر کرد، واژه «نوستالژی» را ساخت و به کار برد. این مقاله دقیقاً در تاریخ ۲۲ ژوئن ۱۶۸۸ نوشته شده بود. یکی از بیماران دکتر هوفر، دانشجویی از شهر برن بود که به «بازل» آمده بود و بیمار دیگر این پزشک یک خدمتکار بود. هر دوی این افراد پس از بازگشت نزد خانوادهٔ خود کاملاً بهبود یافتند. در عین حال، مواردی از بیماری‌ها و اختلالات هم در میان نظامیان سوئیسی که در خارج کشور خدمت می‌کردند، مشاهده می‌شد، در ابتدا تصور می‌شد که شاید حالات روحی - بدنی این سربازان به علت یک مسئله فیزیولویک یا ناشی از سفر به مناطق با ارتفاع کمتر باشد. پزشکان سوییسی تصور می‌کردند نوستالژی نظیر سرماخوردگی یک بیماری قابل درمان است که زالو انداختن، مصرف تریاک و سفر به کوه‌های آلپ در سوییس می‌تواند نشانه‌های آن را درمان کند. همان‌طورکه امروز ژنتیک در پی کشف کدهای اصلی وراثت انسان است، پزشکان آن دوره نیز در پی کشف علت اصلی بیماری انسان بودند و از جمله یکی از پزشکان معتقد بود نوستالژی خودبیمار انگاری قلب (هیپوکوندری کاردیاک) است و علت العلل تمام ناخوشی و کسالت‌های انسان است. این تشخیص نوستالژی را از یک بیماری درمان پذیر به شر قرن و درد گذر ناپذیر بشر تبدیل کرد تا حدی که برخی پزشکان نشانه‌های سل را نیز مربوط به نوستالژی دانسته و با درمان نکردن بیماران باعث مرگ آن‌ها شدند.
این واژه مدت‌ها برای توصیف یک بیماری به کار می‌رفت ولی از اوایل دوران مدرن در غرب یعنی از دوران رمانتیک اهمیت بسیاری پیدا کرد و برای توصیف حالات شخصیت‌ها در ادبیات این دوران به کار رفت.

## نوستالژی و فیلسوفان
گرچه نوستالژی در ابتدا یک اصطلاح پزشکی بود ولی به زودی توجه فیلسوف‌ها را هم به خود جلب کرد. هالر در مورد آن مقاله‌ای در دانشنامه Diberot نوشت. روسو شرح داد که چگونه یک ملودی می‌تواند به صورت همه‌گیر برانگیزاننده میل شدید بازگشت نوستالژی در میان سربازان سوئیسی شود. کانت باور داشت که نوستالژی یک بیماری ناشی از تبعید نیست، بلکه فقر مسبب آن است و دارایی و موفقیت‌های اجتماعی می‌تواند آن را از بین ببرد.
یک قرن پس از چاپ مقاله «هوفر»، بین سال‌های ۱۷۸۹ تا ۱۸۱۵، شرایط به‌گونه‌ای شد که تعداد مهاجران و سربازان دور از وطن به شدت افزایش یافت و تعداد موارد بیمارانی که در ان زمان «بیماری نوستالژی» برای آن‌ها تشخیص داده می‌شد چند برابر شد. اما در این زمان پزشکان و به خصوص پزشکان ارتشی، تجربه بالینی بیشتری پیدا کرده بوند. آن‌ها به تجربه آموخته بودند که چگونه این اختلال را تشخیص دهند و آن را روان درمانی کنند و به این وسیله یک یادآوری خوشایند خاطرات گذشته را در بیمارانشان ایجاد کنند. «بارون پرسی»، یکی از این پزشکان می‌نویسد: «درمان این بیماری باید روحی و نه دارویی باشد، تجربه نشان داده‌است که تجویز دارو جز بدتر کردن علایم کار دیگری نمی‌کند.» پس از سال ۱۸۳۰، سبک و سیاق کار پزشکان تفاوت بسیار پیدا کرده بود، آن‌ها برای تشخیص و درمان بیماری‌ها از آسیب‌شناسی و کشف میکروارگانیسمهای مسبب بیماری‌ها بهره می‌بردند. اما مسلماً نه اتوپسی و نه میکروسکوپ نمی‌توانست کمکی به تشخیص و درمان بیماری افرادی کند که اشتیاق زیادی برای بازگشت به زادگاه داشتند.

## نوستالژی و ادبیات
در مواردی این احساس با بروز یک ادراک حسی در فرد متولد می‌شود و دنیایی از خاطرات گذشته را به ذهن وی می‌تاباند. چنان‌که مارسل پروست در رمان در جستجوی زمان از دست رفته با چشیدن یک مزه به دنیای از خاطره‌ها پرتاب می‌شود:
ناگهان خاطره سر رسید. آن مزه از آن کلوچه‌ای بود که صبح یکشنبه در کومبره هنگامی که به اتاق عمه لئونی می‌رفتم تا به او صبح بخیر بگویم در چای می‌خیسانید و به من می‌داد. تا آن را نچشیده بودم از دیدنش هیچ یادی در من زنده نشده بود. هنگامی که از گذشتهٔ کهنی هیچ چیز به جا نمی‌ماند، پس از مرگ آدمها، تنها بو و مزه باقی می‌مانند که کمتر ماده‌اند، و پایداری و وفایشان بیشتر است و بنای عظیم خاطره را حمل می‌کنند. همین که مزهٔ کلوچه در چای را که عمه‌ام به من می‌داد باز شناختم، یکباره خانهٔ کهنهٔ خاکستری کنار کوچه هم که اتاق عمه در آن بود و همراه با خانهٔ خاکستری، خود شهر و خیابان‌هایی که برای خرید می‌رفتم و راه‌هایی که اگر هوا خوب بود در آن‌ها می‌گشتم، مردمان شهر و خانه‌های کوچکشان و تمامی کومبره و کلیسا و پیرامونش همه برای من شکل و بُعد گرفتند و شهر و باغها از فنجان چایم سر برآوردند.
با گذشت ۵۰ سال رفته رفته، اصطلاح نوستالژی از متن‌های پزشکی ناپدید شد و دیگر برای توصیف اختلالات بیماران به کار نرفت، اما در همین زمان رفته رفته وارد دنیای ادبیات شد. نوستالژی در ادبیات یک بیماری نبود بلکه به احساسات رمانتیک و غم دیر متولد شدن اشاره داشت.
«نوستالژی در زبان ادبی عصر رمانتیک فرانسه در آثار هوگو، بالزاک و بودلر معنای مختلفی به خود می‌گیرد. در آثار هوگو به معنی درد سوزان دوری از وطن؛ در آثار بودلر به معنی اشتیاق به سرزمین‌های بیگانه؛ اشتیاق برای چیزهای از دست رفته و سرانجام در آثار سارتر به معنی در حسرت یا اشتیاق هیچ بودن.
در آغاز قرن بیستم نوستالژی از یک سو به معنی بی‌وطنی جغرافیایی انسان سربیرون می‌آورد.» ژان ژاک روسو، در مورد نوستالژی سربازان سوئیسی پس از شنیدن یک ملودی خاطره انگیز نوشته شده بود. مارسل پروست در رمان «در جستجوی زمان از دست رفته» می‌نویسد که چگونه قهرمان داستانش پس از نوشیدن یک چای و نوشیدنی خاص به یاد گذشته و دوران کودکی‌اش همراه با عمه‌اش می‌افتد، گذشته شیرینی که در ان یک کودک خوشبخت بود و نه یک مرد بالغ بیزار از دنیا. «شاید بتوان رمان «جهالت» میلان کوندرا را به عنوان تازه‌ترین نمونه از یک اثر نوستالژیک نام برد. می‌بینیم که بسیاری از آثار مهم ادبیات جهان نوستالژی را درون مایه کار خویش قرار داده‌اند.»
در عین حال می‌توان شواهد نوستالژی برانگیخته شده از منظره‌ها، طعم‌ها و بوهای یادآورکننده کودکی را به کرات در رمان‌ها و اتوبیوگرافی‌ها نویسندگان داخلی و خارجی دید و جستجو کرد. یک نویسنده آمریکایی به نام فیشر سرآمد دیگر نویسندگان در نوشتن کتاب‌هایی در مورد نوستالژی ناشی طعم است. لرد بایرون: «اوقات خوش گذشته؛ همه اوقاتی که قدیمی شوند، خوب هستند.» آلبر کامو: «کسانی که برای اوقات خوش گذشته، مویه می‌کنند، به چیزهایی که دوست دارند دست یابند، اشاره می‌کند که نمی‌توانند احساس بدبختی شان را نه تسکین دهند و نه خاموش کنند.»

## نوستالژی در فرهنگ عامیانه

### نوستالژی در سینما
فیلم‌های متعددی با عنوان نوستالژی ساخته شده‌اند، یکی از مشهورترین فیلم‌ها با این مضمون، ساخته کارگردان روس آندری تارکوفسکی است. او در فیلم نوستالگیا محصول سال ۱۹۸۳، یک شاعر روسی را به تصویر می‌کشد که برای نوشتن زندگی‌نامه یک آهنگ‌ساز روس به ایتالیا رفته‌است و در آنجا برای روسیه احساس دلتنگی زیادی پیدا می‌کند، این فیلم نخستین ساختهٔ تارکوفسکی در خارج روسیه و به زبانی غیر-روسی بود.

### نوستالژی در موسیقی
خوانندگان زیادی در سبک‌های پاپ و راک، ترانه‌هایی با نام «نوستالژی» داشته‌اند، مانند یانی، ابراهیم حامدی (ابی)، گوگوش و رضا یزدانی.

## نگارخانه

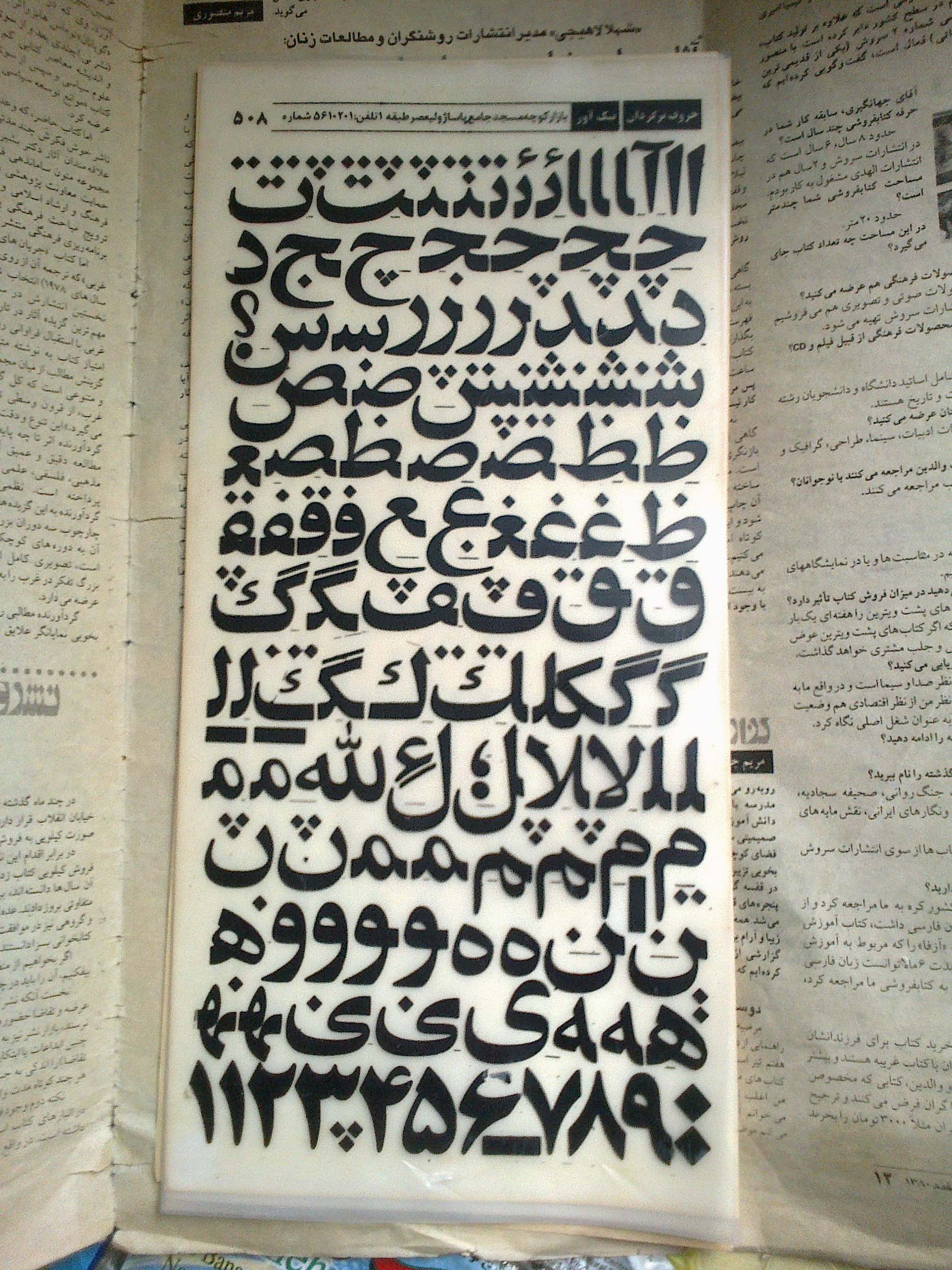
حروف برگردان
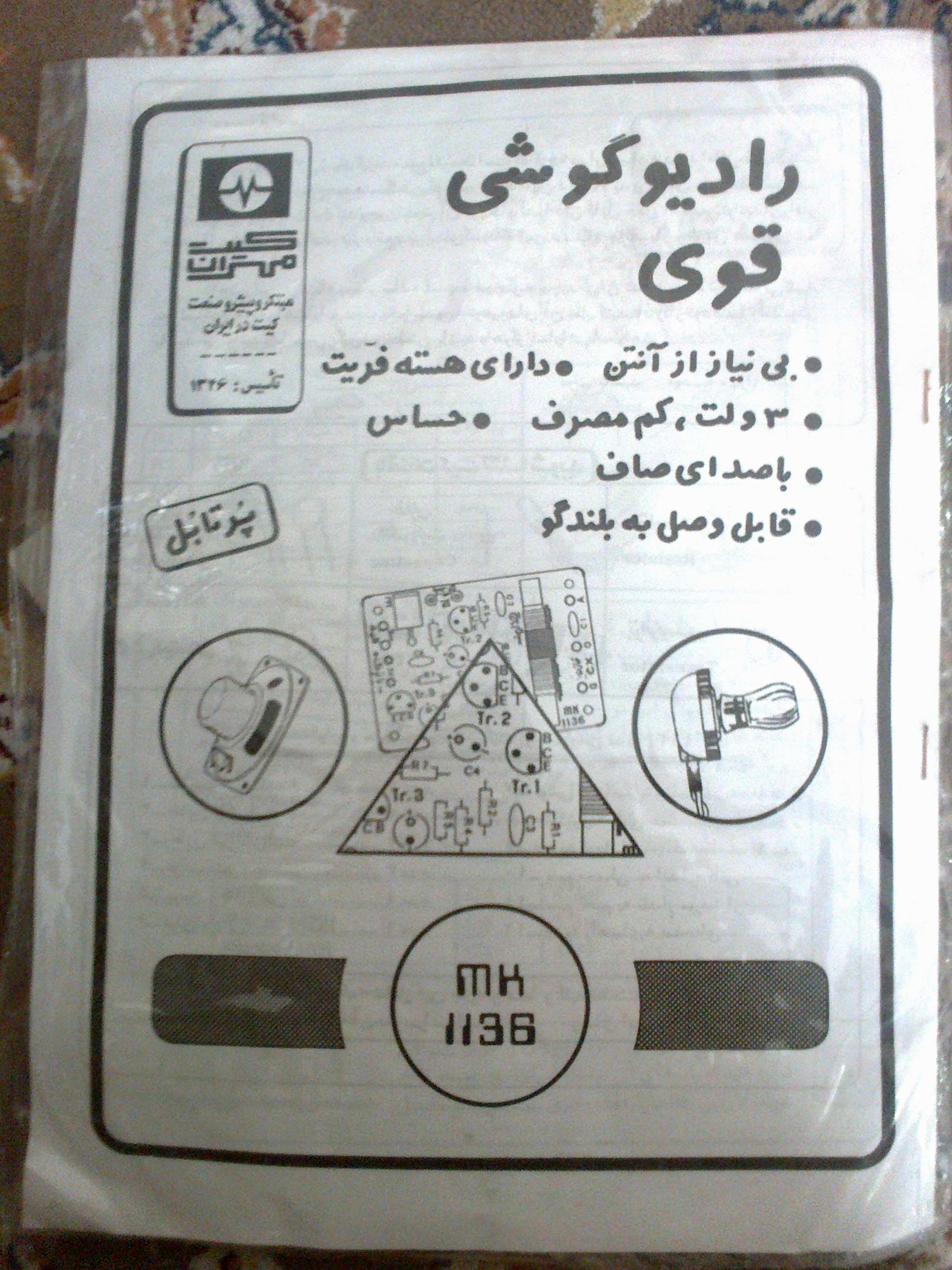
کیت‌های الکترونیک